# Anagelasta grisea
Anagelasta grisea är en skalbaggsart som beskrevs av Stefan von Breuning 1936. Anagelasta grisea ingår i släktet Anagelasta och familjen långhorningar. Inga underarter finns listade i Catalogue of Life.